# Hermip d'Atenes
Hermip d'Atenes (en llatí Hermippus, en grec antic Ἕρμιππος) fou un poeta còmic atenenc de la vella comèdia fill de Lisis i germà del poeta còmic Mirtil.
Era més jove que Telèclides i més vell que Èupolis i Aristòfanes, segons diu Suides. Va atacar a Pèricles amb vehemència sobretot amb motiu de l'absolució d'Aspàsia de Milet del càrrec de ἀσέβεια (impietat) i en relació al començament de la guerra del Peloponès, segons Plutarc. També va atacar a Hipèrbol.
Suides li atribueix quaranta comèdies, de les que l'actor principal era Simermó. En resten nombrosos fragments i nou títols de les seves obres: 
- Ἀθηνᾶς γοναί (El naixement d'Atena).
- Ἀρτοπώλιδες (Pastisseres).
- Δημόται (Ciutadans).
- Εὐρώπη (Europa).
- Θεοί (Déus)
- Κέρκωπες (Cercops).
- Μοῖραι (Moires)
- Στρατιῶται (Soldats)
- Φορμοφόροι (Porta-cistells).

Ateneu de Naucratis diu que va escriure paròdies, que sembla que no eren obres a part sinó a les paròdies incloses a les seves obres de teatre. I diversos autors antics li atribueixen un estil a la manera d'Arquíloc, i la composició de versos iàmbics, trímetres i tetràmetres.